# Von (专辑)
Von (Hope)是冰島後搖滾樂團Sigur Rós的第一張專輯。
Sigur Rós在製作這張專輯的時候，花了非常多的時間，但是結果卻不如他們原本想要的構想，於是他們打算把專輯重新再製作一遍，但因為這需要花更多的時間，所以最後放棄了。
Von最初在冰島發行時獲得好評，但在國外卻沒人注意，第一年發行時，Von在冰島只賣了313張，直到接下來兩張在國際大受歡迎的專輯Ágætis byrjun和( )發行之後，Von才在2004年9月在英國重新發行、美國則是在2004年10月發行。
在2005年12月Von和Ágætis byrjun在冰島被獲頒為白金唱片，因為他們已經銷售超過五千張了。
專輯的第六首曲目"18 sekúndur fyrir sólarupprás"，是十八秒寂靜的無聲音樂，而這首曲目也成為了Sigur Rós官方網站的的名稱：eighteen seconds before sunrise（页面存档备份，存于）。專輯最後一首曲目"Rukrym"，前奏長達了六分鐘的寂靜，之後的音樂包含了第五首"Myrkur"一部分的倒逆旋律，因此這首歌名才稱作"Rukrym"。

## 曲目
1. "Sigur Rós" ("Victory Rose") – 9:46
2. "Dögun" ("Dawn") – 5:50
3. "Hún Jörð..." ("Mother Earth…") – 7:17
4. "Leit að lífi" ("Search for life") – 2:33
5. "Myrkur" ("Darkness") – 6:14
6. "18 sekúndur fyrir sólarupprás" ("18 seconds before sunrise") – 0:18
7. "Hafssól" ("The Sun's Sea") – 12:24
8. "Veröld ný óg óð" ("Brave New World") – 3:29
9. "Von" ("Hope") – 5:12
10. "Mistur" ("Mist") – 2:16
11. "Syndir Guðs (Opinberun frelsarans)" ("Sins of God (Revelation of the Savior)") – 7:40
12. "Rukrym" ("Ssenkrad") – 8:59

## 來源
1. ↑  Gardner, Noel F. (June 2009). "Sigur Ros – Von." Rock Sound (123): 84.
2. ↑  .   [2009-10-05]. （原始内容存档于2019-03-23）.

## 外部連結
- Sigur Rós官方網站（页面存档备份，存于）